# Kalymnos
Kalymnos, (greaca: Κάλυμνος) este o insula greaca din Marea Egee. Aparține de Arhipelagul Dodecanez și este localizată la vest de Peninsula Bodrum, între insulele Kos (în sud, la o distanță de 12 km) și Leros (în nord, la o distanță mai mică de 2 km).